# Lee Kerslake
Lee Kerslake, född 16 april 1947 i Bournemouth, död 19 september 2020, var en brittisk batterist. 
Kerslake spelade i slutet av 1960-talet tillsammans med Ken Hensley i The Gods och Toe Fat, innan han gick med i National Head Band och slutligen Uriah Heep 1971. Han spelade många år i Uriah Heep innan han lämnade gruppen 1979 och medverkade på Ozzy Osbournes debutalbum Blizzard of Ozz. 1981 återvände han till Uriah Heep och spelade där fram till i början av 2007, då han åter lämnade gruppen, denna gång av hälsoskäl.